# Debutants Club
Debutants Club er en rockgruppe fra Danmark.
Debutants Club er en del af P3's karrierekanon 2010.
Bandet består af:
- Kasper Svendsen: sang/guitar
- Kristian Kyvsgaard: Bas/kor
- Sune Østergård: Trommer

Grupper er inspireret af bl.a. Babyshambles, The Blood Brothers, Yeah Yeah Yeahs, Arcade Fire, The Cure, Joy Division, David Bowie.
| Musikgruppe | Spire Denne artikel om en dansk musikgruppe er en spire som bør udbygges. Du er velkommen til at hjælpe Wikipedia ved at udvide den. |